# 小加爾赫峰
61°38′27″N 8°18′23″E / 61.64083°N 8.30639°E
小加爾赫峰是挪威的山峰，位於該國東南部內陸郡，距離加爾赫峰西北面約0.6公里，屬於尤通黑門山脈的一部分，海拔高度2,369米，是該國第六高峰。